# Suiza en los Juegos Olímpicos de Innsbruck 1976
Suiza estuvo representada en los Juegos Olímpicos de Innsbruck 1976 por un total de 59 deportistas que compitieron en 9 deportes.  
El portador de la bandera en la ceremonia de apertura fue el deportista de bobsleigh Werner Camichel.

## Medallistas
El equipo olímpico suizo obtuvo las siguientes medallas:
| Nombre                                              | Deporte      | Competición       |
| --------------------------------------------------- | ------------ | ----------------- |
| Oro                                                 |              |                   |
| Heini Hemmi                                         | Esquí alpino | Eslalon gigante M |
| Plata                                               |              |                   |
| Erich Schärer Ulrich Bächli Rudolf Marti Josef Benz | Bobsleigh    | Cuádruple M       |
| Bernhard Russi                                      | Esquí alpino | Descenso M        |
| Ernst Good                                          | Esquí alpino | Eslalon gigante M |
| Bronce                                              |              |                   |
| Erich Schärer Josef Benz                            | Bobsleigh    | Doble M           |